# A Blaze in the Northern Sky
A Blaze in the Northern Sky is het tweede album van de Noorse blackmetalband, Darkthrone. Na de opnames van dit album verliet Dag Nilsen de band. Hoewel hij de bas op het album speelde is hij niet terug te vinden in de credits.
Het album is het eerste black-metalalbum van Darkthrone. Het voorafgaande debuutalbum, Soulside Journey, was deathmetal. A Blaze in the Northern Sky heeft meer deathmetalinvloeden dan de albums die zouden volgen. Fenriz heeft hier in een interview over gezegd dat zij toentertijd het album snel moesten afwerken en zij onder tijdsdruk deathmetal riffs hebben gebruikt, maar die op een black-metalmanier probeerde te spelen.

## Inhoud
1. Kathaarian Life Code – 10:39
2. In the Shadow of the Horns – 7:02
3. Paragon Belial – 5:25
4. Where Cold Winds Blow – 7:26
5. A Blaze in the Northern Sky – 4:58
6. The Pagan Winter – 6:35

## Credits
- Fenriz – drums, intro en outro zang
- Nocturno Culto – gitaar, zang
- Zephyrous – ritmische gitaar
- Dag Nilsen – basgitaar (sessie)